# Пака (тайфун)
Тайфун «Пака» (англ. Typhoon Typhoon Paka) (по классификации PAGASA — Рубинг) — тайфун, прошедший в район Маршалловых Островов, острова Гуам и Марианских островов с 28 ноября по 23 декабря 1997 года. Сила ветра достигала 295 километров в час. Урон, нанесённый ураганом, оценили в 580 миллионов долларов США. Смертельных случаев не зафиксировано.